# Copetran
La Cooperativa Santandereana de Transportadores Limitada, más conocida como Copetran, es una empresa colombiana de transporte terrestre con sede en Bucaramanga (Santander).
Se encuentra enclavada en el oriente de Colombia, cuenta con una flota de aproximadamente 500 buses, esta vigalada por la Superintendencia de Transporte.
En 2023 fue la segunda empresa más grande del sector en Colombia, en termino de ventas de tiquetes.

## Historia
En 1939, se unieron tres empresas de transporte en Santander; la Flota del Fonce, Flota Comuneros y Transporte Unión Santander; bajo la denominación de Cooperativa Santandereana de Transito Ltda., el 22 de septiembre de 1942 con 22 socios se consolida como empresa legalmente constituida.
En 2018, Copetran fue declarada objetivo militar por el ELN, en el contexto del conflicto armado interno. Lo que llevo a una suspensión de servicio de transporte al departamento de Arauca por aproximadamente un mes.
En 2020, desde marzo hasta septiembre la empresa tuvo que suspender sus operaciones debido a la Pandemia de COVID-19 en Colombia, lo que produjo usa crisis económica en la empresa.